# Лорі-віні
Ло́рі-ві́ні (Vini) — рід папугоподібних птахів родини Psittaculidae. Представники цього роду мешкають на островах Океанії.

## Види
Виділяють одинадцять видів:
- Лорікет зелений (Vini meeki)
- Лорікет новобританський (Vini rubrigularis)
- Лорікет пальмовий (Vini palmarum)
- Лорікет червоногорлий (Vini amabilis)
- Лорікет жовтогорлий (Vini diadema)
- Лорі-самітник (Vini solitaria)
- Лорі-віні синьоголовий (Vini australis)
- Лорі-віні бірюзовий (Vini ultramarina)
- Лорі-віні гендерсонський (Vini stepheni)
- Лорі-віні рубіновий (Vini kuhlii)
- Лорі-віні синьо-фіолетовий (Vini peruviana)

Відомо також два викопних види: Vini sinotoi і Vini vidivici.
Зелених, новобританських, пальмових, червоногорлих і жовтогорлих лорікетів раніше відносили до роду Червоно-зелений лорікет (Charmosyna), а лорі-самітника рініше відносили до монотипового роду Лорі-самітник (Phigys). У 2020 році за результатами молекулярно-генетичного дослідження їх було переведено до роду Vini.

## Етимологія
Наукова назва роду Vini походить від таїтянської назви синьо-фіолетового лорі-віні (Vini peruviana)